# 霭姓
霭姓，罕见姓氏。
一说是明朝初期迁民姓氏。另明朝有霭显、霭霞，都为河南省唐河县人。又据《明一统志》：明朝有土司霭翠，为苗族阿化氏的后代。现在天津、台湾有此姓。

## 延伸阅读
[在维基数据编辑]
 《欽定古今圖書集成·明倫彙編·氏族典·靄姓部》，出自陈梦雷《古今圖書集成》